# ميخائيل جي. هارت
ميخائيل جي. هارت هو سياسي أمريكي، ولد في 16 يوليو 1877 في واترلو ‏ في كندا، وتوفي في 14 فبراير 1951 في ساغيناو في الولايات المتحدة. نشط حزبياً في الحزب الديمقراطي. وقد انتخب عضو مجلس النواب الأمريكي ‏.